# Gundars Celitāns
Gundars Celitāns (ur. 14 czerwca 1985 w Daugavpilsie) – łotewski siatkarz, grający na pozycji atakującego, reprezentant Łotwy.

## Sukcesy klubowe
Puchar Łotwy:
- 2004

Mistrzostwo Łotwy:
- 2006, 2007

Schenker League:
- 2007

Mistrzostwo Francji:
- 2008

Puchar CEV:
- 2009

Mistrzostwo Turcji:
- 2012, 2014

Puchar KOVO:
- 2015